# Nordodiaptomus alaskaensis
Nordodiaptomus alaskaensis is een eenoogkreeftjessoort uit de familie van de Diaptomidae. De wetenschappelijke naam van de soort is voor het eerst geldig gepubliceerd in 1951 door Wilson M.S..